# Meglena Koeneva
Meglena Sjtilijanova Koeneva (Bulgaars: Меглена Щилиянова Кунева) (Sofia, 22 juni 1957) is een Bulgaarse politica. Van 1 januari 2007 tot 9 februari 2010 was ze Eurocommissaris voor Consumentenbescherming in de commissie-Barroso I. In eigen land bekleedde zij verschillende ministerschappen en was zij tussen 7 november 2014 en 27 januari 2017 vicepremier.

## Levensloop
Koeneva studeerde rechten aan de Universiteit van Sofia en promoveerde daar in 1984. Van 1988 tot 1989 was ze vervolgens docent aan de rechtenfaculteit van de Universiteit van Sofia. Onderwijl was ze ook redacteur en presentator bij de Bulgaarse Nationale Radio. Later, van 1992 tot 1994, was ze lector aan de Vrije Universiteit van Boergas en de Nieuwe Bulgaarse Universiteit. Ze heeft zich hierna gespecialiseerd in internationale betrekkingen en milieurecht aan de Universiteit van Georgetown. Vervolgens heeft ze zich in 1995 nog verder gespecialiseerd in milieurecht aan de Universiteit van Oxford. Koeneva werkte voorts van 1990 tot 2001 als juridisch adviseur voor de Bulgaarse ministerraad. Hier hield ze zich vooral bezig met milieurecht, staatseigendommen, gebruik van natuurlijke hulpbronnen en landbouw.
In juni 2001 werd ze tijdens de parlementsverkiezingen gekozen tot lid van de Nationale Vergadering voor de Nationale Beweging Simeon II. Vervolgens werd ze in augustus van dat jaar aangesteld als onderminister van Buitenlandse Zaken en als hoofdonderhandelaar met de Europese Unie over de Bulgaarse toetreding. In 2002 werd Koeneva vervolgens minister voor Europese Zaken, dit bleef ze tot december 2006. Vanaf januari 2007 tot 2010 was ze vervolgens Eurocommissaris voor Consumentenbescherming, waarmee ze tevens de eerste Bulgaarse Eurocommissaris was. Uiteindelijk kreeg ze geen tweede termijn als Eurocommissaris, volgens velen omdat toenmalig premier Borisov iemand uit zijn eigen partij op die positie wilde.
In 2011 nam ze deel aan de Bulgaarse presidentsverkiezingen, waarbij ze met 14% van de stemmen niet toekwam aan de tweede ronde. Op 1 juli 2012 werd ze gekozen tot voorzitter van de door haar opgerichte beweging 'Bulgarije voor de Burger', en sloot zich met die partij aan bij de kiesalliantie 'Reformistisch Blok'. In 2014 deed Koeneva mee aan de verkiezingen voor het Reformistisch Blok en won een zetel in het parlement. Na de coalitieonderhandelingen met de GERB werd ze op 7 november 2014 aangesteld als vicepremier en minister van EU-beleid en Institutionele Zaken in het kabinet-Borisov II. Daarnaast was zij vanaf februari 2016 ook minister van Onderwijs en Wetenschap, een functie die ze overnam van de voortijdig opgestapte Todor Tanev. Het kabinet regeerde tot 27 januari 2017.
Koeneva spreekt naast Bulgaars ook vloeiend Russisch en verder Engels en Frans. Ze is getrouwd en heeft een zoon.

## Onderscheidingen
- Ontvanger van een onderscheiding in het Franse Legioen van Eer (2004)
- Ontvanger van een onderscheiding in de Spaanse Orde van Burgerlijke Verdienste (2004)
- Ontvanger van een onderscheiding in de Orde van de Ster van de Italiaanse Solidariteit (2005)
- Ontvanger van een onderscheiding in de Portugese Orde van de Infant Dom Henrique
- Uitgeroepen tot Eurocommissaris van het jaar (2008)
- Uitgeroepen tot Europeaan van het jaar (2008)

Joaquín Almunia · Catherine Ashton · José Manuel Barroso · Jacques Barrot · Joe Borg · Karel De Gucht · Stavros Dimas · Benita Ferrero-Waldner · Ján Figeľ · Franco Frattini · Mariann Fischer Boel · Dalia Grybauskaitė · Danuta Hübner · Siim Kallas · Meglena Koeneva · László Kovács · Neelie Kroes · Markos Kyprianou · Peter Mandelson · Charlie McCreevy · Louis Michel · Leonard Orban · Andris Piebalgs · Janez Potočnik · Viviane Reding · Olli Rehn · Paweł Samecki · 
Algirdas Šemeta · Vladimír Špidla · Antonio Tajani · Androulla Vassiliou · Günter Verheugen · Margot Wallström